# Kodomo no Hi

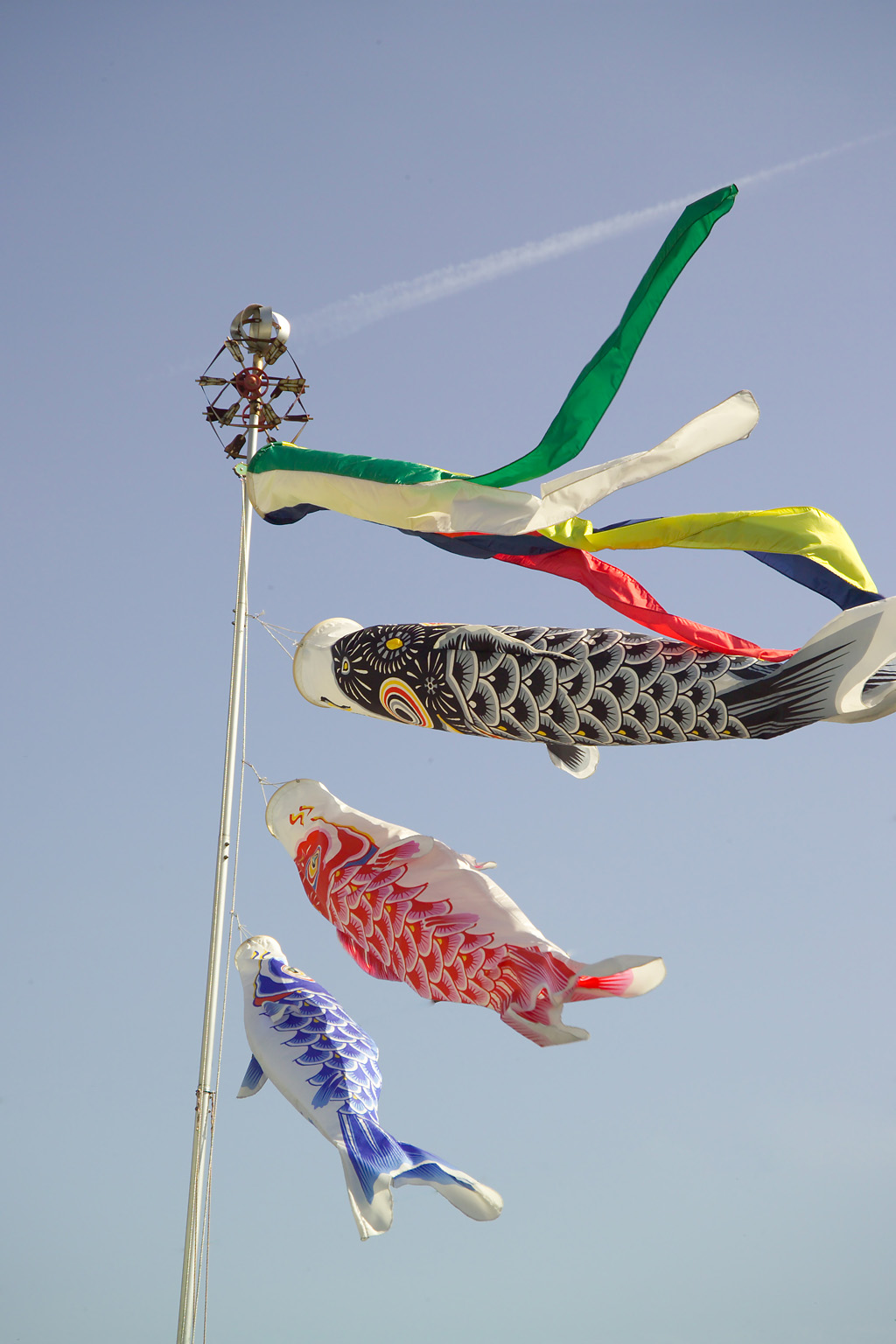
Koi-Nobori
Der große, schwarze Karpfen oben steht für den Vater,
der zweite, rote Karpfen für die Mutter und der kleinere, blaue Karpfen für den Sohn.

Kodomo no Hi (jap. 子供の日 und こどもの日, dt. „Kindertag“) ist ein japanischer Feiertag, der am 5. Mai während der Goldenen Woche stattfindet. Es ist ein Tag, an dem die Persönlichkeit der Kinder respektiert und ihre Freude gefeiert werden soll.

## Ursprung
Ursprünglich wurde dieser Tag Tango no Sekku (端午の節句) genannt und war vermutlich das japanische Pendant zum chinesischen Drachenbootfest (端午節). Sekku bezeichnet ein Jahreszeitenfest – davon gibt es heutzutage fünf. Dieses sollte den Beginn des Sommers bzw. der Regenzeit kennzeichnen. Tango hat eine doppelte Bedeutung: Tan bedeutet „Kante“ oder „Anfang“ und go „Mittag“. Im Japanischen heißt go auch Fünf (五), was sich auf das Datum des Festes – der fünfte Tag des fünften Monats – beziehen könnte. Von alters her war der fünfte Monat des chinesischen Kalenders der Monat der Reinigung, und viele Riten, um böse Geister abzuwehren, wurden in diesem Monat vollzogen.
Obwohl das genaue Anfangsdatum, von dem an dieser Tag gefeiert wurde, nicht bekannt ist, fällt es  vermutlich in die Regierungszeit der Tennō Suiko (592–628). Während der Nara-Zeit wurde in Japan der Tango no Sekku auf den fünften Tag des fünften Monats gelegt.
Bis vor kurzem war der Tango no Sekku als „Knabenfest“ bekannt, während das Hina-Matsuri („Mädchenfest“) am 3. März gefeiert wurde. 1948 bestimmte die Regierung den 5. Mai als nationalen Feiertag, um die Freude aller Kinder zu feiern und Dankbarkeit gegenüber den Müttern auszudrücken. Daraufhin wurde er in Kodomo no Hi umbenannt.

## Bräuche
An diesem Tag hissen die Familien auf einer hohen Bambusstange neben dem Wohnhaus die Koinobori („Karpfenfahne“): eine große, schwarze für den Vater, eine rote für die Mutter, je eine blaue für jeden Jungen (oder jedes Kind). Die im Wind ähnlich einer Wetterfahne drehbar angebrachten Karpfen künden auch vom Wunsch nach Stärke des Jungen, der wie der Karpfen gegen den Strom schwimmen muss. Außerdem werden eine Puppe von Kintarō (金太郎) auf einem großen Karpfen reitend und der traditionelle japanische Militärhelm Kabuto zur Schau gestellt. Kintarō ist der Kindheitsname von Sakata no Kintoki, einem Helden der Heian-Zeit und Untergebenen von Minamoto no Raikō, der als Kind berühmt für seine Stärke war.
Traditionell wird an diesem Tag Kashiwa-Mochi, das sind Reiskuchen umhüllt von Eichenblättern (kashiwa), und Chimaki gegessen.